# Klasický liberalismus
Klasický liberalismus je filosofický směr vzniklý v 17. a 18. století, který klade důraz na osobní svobodu a práva jednotlivce. K jeho největšímu rozvoji dochází v průběhu 19. století ve Velké Británii, kde na filosofické práce Johna Lockeho a ekonomické práce zakladatele ekonomie Adama Smitha navázali David Ricardo, Jean-Baptiste Say či John Stuart Mill, a ve Francii, ve které patřil mezi hlavní představitele tohoto směru Frédéric Bastiat. Liberalismus se ovšem prosazoval i jinde, například ve Švédsku, kde působil Anders Chydenius. Heslem klasického liberalismu se stalo francouzské „laissez faire“, což v překladu znamená „nechte konat“.
Nejdůležitějším znakem klasického liberalismu je víra v negativně vymezenou svobodu, která tvrdí, že jedinec je natolik svobodný, nakolik ostatní nezasahují do jeho života. Klasický liberalismus hovoří o potřebě minimálního státu, ve kterém je úloha státu omezena pouze na ochranu jedince před ostatními. Všechny ostatní činnosti, které státy vykonávají, mají náležet do rukou každého jedince. Klasický liberalismus charakterizuje citát „Svoboda tvé pěsti končí na špičce mého nosu“.

## Přirozená práva
Klasický liberalismus vychází z konceptu přirozeného práva. To říká, že narozením každý jedinec bez výjimky automaticky získává určitá práva, která mu nemůže nikdo vzít. Každý jedinec má nezcizitelná práva bez ohledu na to, jaké je pleti, jaké náboženství vyznává či do jakého etnika patří. Mezi přirozená práva patří právo na život, na svobodu a na ochranu soukromého majetku. Tato a pouze tato práva by měla zaručovat vláda. Původ přirozeného práva nacházejí klasičtí liberálové u vyšší moci zastoupené Bohem, Přírodou či Prozřetelností. Koncept přirozených práv vylučuje pozitivní právo, které naopak jednotlivá práva jedincům uděluje ve formě nejrůznějších nároků (na vzdělání, zdravotní péči, atp.).

## Utilitarismus
Utilitarismus je filozofický a etický směr, jehož hlavním cílem je hledání nejvyššího možného blaha, užitku a prospěchu a na straně druhé omezení utrpení a bolesti. Ideje utilitaristů měly na liberalismus silný vliv, a to zejména na morálku. Zakladatelem utilitarismu byl britský filosof a právní teoretik Jeremy Bentham. Vychází z představy, že člověk je motivován při svém jednání jen svým osobním prospěchem. Velmi útočil na teorii přirozených práv, čímž se stal ve společnosti neoblíbeným.

## Ekonomický liberalismus
Ekonomický liberalismus, liberální ekonomická teorie nebo tržní liberalismus, je skupina ekonomických teorií, které mají původ v osvícenství. Za zakladatele těchto ekonomických teorií a ekonomie obecně je považován Adam Smith, od něhož pochází známé úsloví o neviditelné ruce trhu. Smith říká, že navzdory sledování individuálních a leckdy protichůdných zájmů každého jednotlivce dochází na volném trhu k růstu blahobytu celé společnosti. Všechny tyto směry dále poukazují a rozvíjejí ekonomické výhody dobrovolné a státní regulací nenarušované směny, která se objevuje na volném trhu.
V praxi zastává klasický liberalismus myšlenku rovnosti smluvních stran, tj. že například vztahy mezi zaměstnavateli a zaměstnanci či mezi prodávajícími a kupujícími jsou dobrovolné, a proto je není třeba jakkoliv regulovat. Ve vztahu k mezinárodnímu obchodu klade klasický liberalismus důraz na omezení cel a dalších překážek obchodu. Daňová politika by se měla snažit o minimalizaci daňové zátěže jednotlivců a firem. Takovýto svobodný trh potom podporuje prosperitu a blahobyt celé společnosti.
Z ekonomického liberalismu se v polovině 20. století vyvinul neoliberalismus.[zdroj?]